# 애니메이션 컨벤션

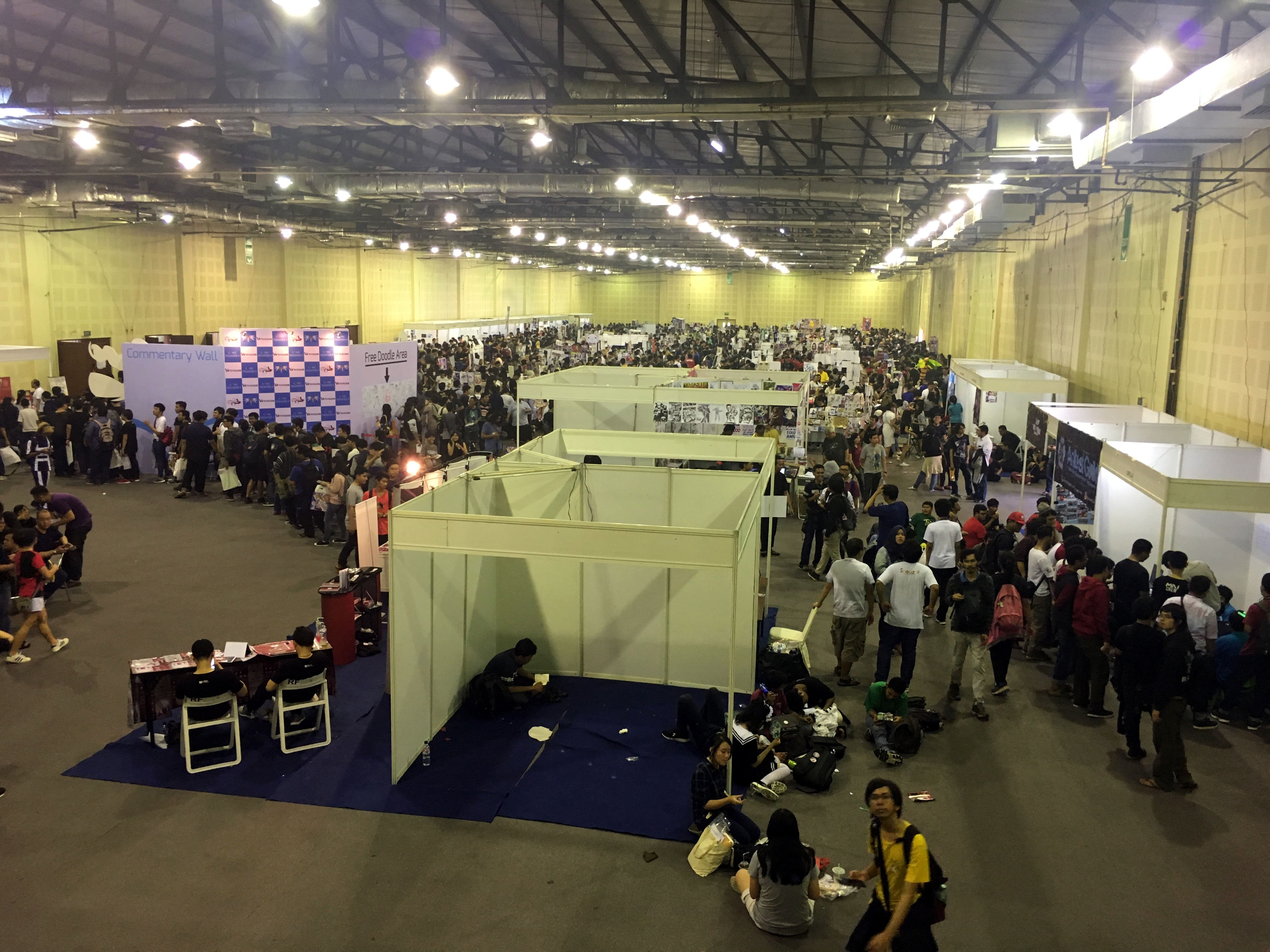
인도네시아 자카르타에서 개최된 애니메이션 컨벤션인 Comic Frontier

애니메이션 컨벤션은 일본의 애니메이션과 만화 등 일본의 문화에 중점을 둔 행사이다. 애니메이션 컨벤션은 주로 컨벤션 센터, 호텔, 대학교 캠퍼스 등에서 이루어진다. 애니메이션 컨벤션이 다루는 행사와 인원은 매우 다양하며, 다른 종류의 팬 컨벤션과 달리 코스프레 참가자들이 많다. 애니메이션 컨벤션은 애니메이션 관련 산업의 스튜디오, 배급사, 출판사 등에게 중요한 기회로 작용한다.

## 역사
애니메이션 컨벤션은 세계 각지에서의 긴 역사를 가지고 있다. 최초의 코믹마켓은 동인지 판매를 중점으로 했으며, 1975년 도쿄도에서 700명의 인원으로 시작되었다. 현재 코믹마켓에는 50만 명이 넘는 인원이 모이고 있다. 일본의 애니메이션 컨벤션은 스튜디오나 출판사들의 많은 지원을 받으며 새 제품들의 판매처로 쓰이고 있다. 일본에서는 컨벤션을 통해 공식적으로 해외의 일본 만화 오타쿠들에 대한 홍보에도 노력하고 있다. 미국에서의 애니메이션 컨벤션은 1980년대 초반에 등장하기 시작했다. 이후 애니메이션 컨벤션이 여러 주들에서 나타났다. 초기의 애니메이션 컨벤션에는 수백 명의 인원이 참가했지만, 애니메이션 컨벤션의 인기는 폭발하기 시작했다. 유럽 등 다른 지역에서의 애니메이션 컨벤션은 1990년대 중반에 개최되기 시작했다. 파리의 재팬 엑스포는 유럽 최대이자 일본 국외 최대 규모의 컨벤션이다.

## 행사
많은 애니메이션 컨벤션에서 일본의 애니메이션과 관련되어 정해진 주제를 가지고 열린 논의를 하는 패널 토의가 이루어진다. 패널 토의는 보통 두 가지로 이루어지는데, 먼저 진행자가 참석자에게 발표나 인터뷰를 하고, 팬들이 질의를 하는 방식이다. 패널 토의에서의 주제는 만화 작품에 등장하는 내용부터 애니메이션 산업에서의 발표까지 다양하다. 만화를 그린다거나, CG 애니메이션을 만든다거나, 성우 일을 한다거나 하는 일들에 대한 방법을 설명하는 패널 토의 형식의 워크샵 또한 이루어진다. 대부분의 애니메이션 컨벤션에서는 실제 방영되는 애니메이션을 하루 종일 상영하기도 한다.
애니메이션 컨벤션에서 대회가 열리기도 한다. 대회는 코스프레, 미술 작품, 애니메이션 뮤직 비디오, 비디오 게임, 보드 게임 등의 여러 활동들이 될 수 있다. 종종 물질적인 상품이 대회의 우승자에게 수여되는 경우도 있다. 전시장 또한 애니메이션 컨벤션에서 인기가 있다. 출판사, 배급사 등의 기업들이 팬들에게 최신 제품들을 전시하고 판매하기 위해 컨벤션을 찾는다. 제품들에는 그래픽 노블, 만화, 애니메이션, 피규어, 코스튬, 음악 CD, 소프트웨어, 장식품, 아트북, 음식 등이 있다.
애니메이션 컨벤션에서는 전람회 또한 이루어진다. 전람회는 일반적인 미술관이나 갤러리와 비슷하다. 작품들의 전시가 이루어지고, 종종 판매나 경매가 이루어지기도 한다. 전람회 참가는 보통 컨벤션의 공간이나 규정에 따라 제한된다. 작가들은 다양한 작품을 전시하고, 토의하고, 주문 제작 신청을 받을 수 있다. 공예, 자비출판물, 영상, 팬 잡지 등도 전람회에 포함될 수 있다.

## 같이 보기
- 코믹마켓
- 코믹월드
- 재팬 엑스포
- 애니메 노스
- 도쿄 국제 애니메이션 페어